# Джек Рід
Джон Френсіс «Джек» Рід (англ. John Francis «Jack» Reed; нар. 12 листопада 1949, Крантсон, Род-Айленд, США) — американський політик, сенатор США від штату Род-Айленд, член Демократичної партії.

## Біографія
Закінчив Військову академію США, Вест-Пойнт (1971) і Гарвардський університет (1973). Після закінчення університету, служив десантником в 82-й повітряно-десантної дивізії в Армії США.
У 1979 році пішов у відставку і вступив на юридичний факультет Гарвардського університету.
1985–1991 — член Палати представників Род-Айленду. 1991–1997 — член Палати представників США.
У 1996 був обраний до Сенату США.

## Позиція щодо Північного потоку-2
У січні 2022 проголосував проти проєкту санкцій для газогону «Північний потік-2» як засобу запобігання російському вторгненню в Україну.